# العامرية (قلعة السراغنة)
العامرية  (بالإنجليزية: EL AAMRIA)‏ هي جماعة قروية تابعة لإقليم قلعة السراغنة ضمن جهة مراكش تانسيفت الحوز بالمغرب. بلغ مجموع عدد سكان العامرية  حسب إحصاءات 2004 حوالي 8382 نسمة يعيشون في 1337 أسرة.

## إحصاء عام
| السنة | عدد السكان | عدد الأسر | عدد الأجانب |
| ----- | ---------- | --------- | ----------- |
| 1994  | 7720       | 1169      | °°°°        |
| 2004  | 8382       | 1337      | 0           |